# معرفت‌شناسی اجتماعی
معرفت شناسی اجتماعی به مجموعه وسیعی از رویکردها اشاره دارد که می‌تواند در معرفت شناسی (مطالعه دانش ) به‌گونه‌ای‌که دانش بشر، دستاوردی جمعی در نظر گرفته شود، اتخاذ شود. روش دیگر برای توصیف معرفت شناسی اجتماعی ارزیابی ابعاد اجتماعی دانش یا اطلاعات است.